# Хронофантастика

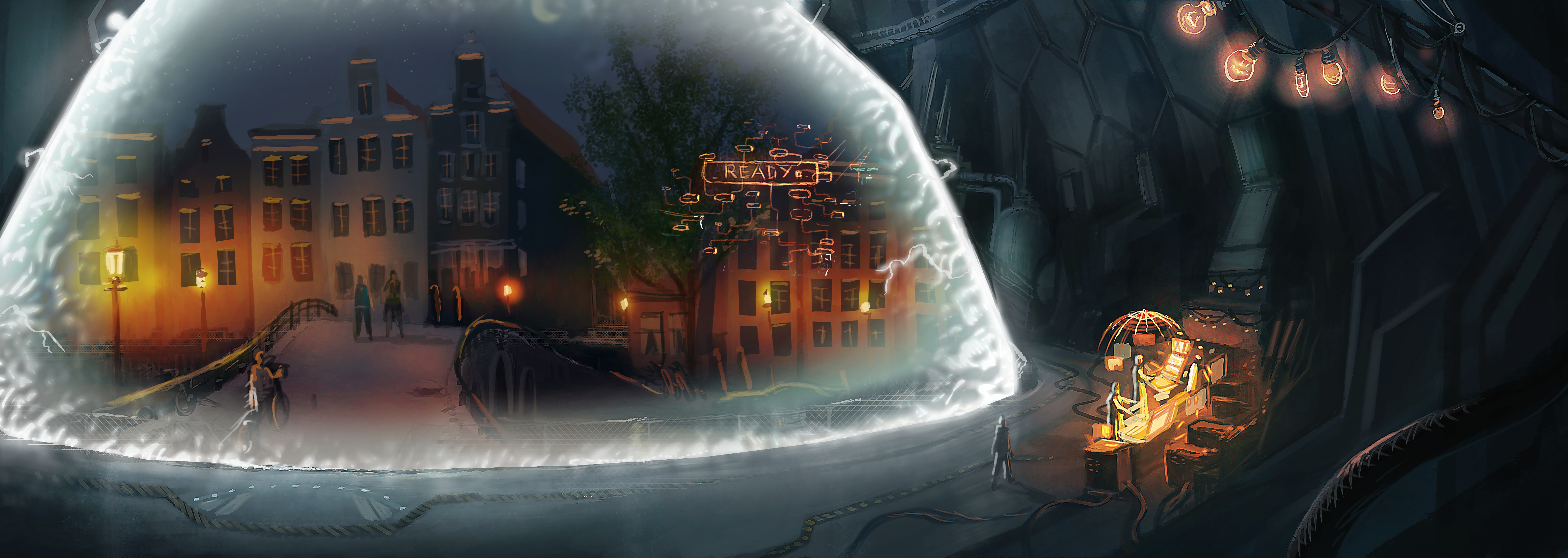
Купол времени на рисунке Давида Ревоя для фильма «Слёзы стали» (2012).

Хронофанта́стика (от греч. χρόνος «время»), также темпоральная фантастика (от лат. tempora «времена» ← мн.ч. tempus «время») — жанр фантастики, рассказывающий о путешествиях во времени. Иногда произведения этого жанра, в которой путешествие во времени не просто даёт толчок сюжету, но является двигателем событий, называют «хронооперой».

## Характеристика жанра
Ключевым произведением этого жанра считается «Машина времени» Уэллса. Хотя о путешествиях во времени писали и раньше (например, «Янки из Коннектикута при дворе короля Артура» Марка Твена), именно в «Машине времени» перемещение во времени впервые было намеренным и научно обоснованным, и таким образом этот сюжетный ход был введён в научную фантастику.
В XX веке идея путешествия во времени получила развитие. Фантасты посвятили много произведений анализу временных парадоксов, которые могут быть вызваны путешествием в прошлое или возвращением из будущего в настоящее. Эта тема, например, поднимается в знаменитом рассказе Рэя Брэдбери «И грянул гром». Кир Булычёв использовал путешествие во времени в десятках своих книг, в том числе в цикле об Алисе. Энн Маккефри в романе «Полёт дракона» и дальнейших его продолжениях также использует путешествие во времени.
Хронофантастика часто соединяется с альтернативной историей. Один из самых популярных сюжетов в хронофантастике — герой из настоящего, попавший в прошлое, изменяет ход истории. «Янки…» Твена послужил источником вдохновения для множества подобных книг. Самые известные произведения такого рода — «Да не опустится тьма» Леона Спрэга де Кампа, «Восстание во времени» Гарри Гаррисона, «Патруль времени» Пола Андерсона и т. д. Повествования о спонтанных провалах во времени в современной фантастике принято называть попаданческой литературой.

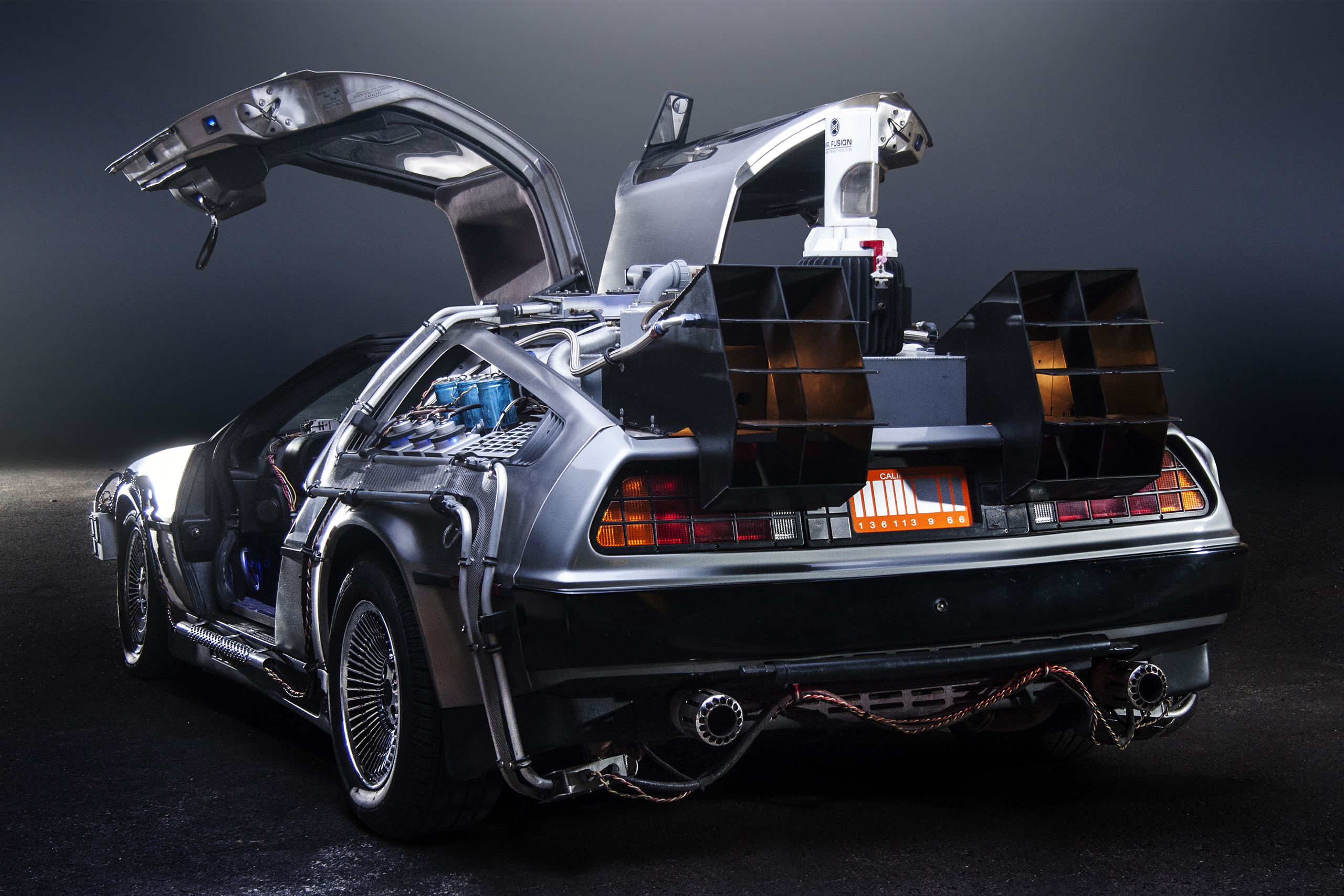
Машина времени DeLorean из фильмов «Назад в будущее»

Также часто встречаются книги о параллельных мирах, образовавшихся из-за различного развития во времени, и людях, путешествующих между ними или даже контролирующих их развитие. Такая идея используется в «Патруле времени» Андерсона, «Перекрёстках времени» Андре Нортон, «Конце вечности» Азимова, «Черновике» Лукьяненко, телесериале «Доктор Кто», романах Кита Лаумера и т. д.